# Rats and Mice
Rats and Mice ist ein Jazzalbum von Lina Allemano. Die am 9. Mai 2019 live in der Berliner Theater Zentrifuge im Künstlerhaus Bethanien entstandenen Aufnahmen erschienen im März 2020 auf Lumo Records.

## Hintergrund
Ohrenschmaus ist eines der Bandprojekte der kanadischen Trompeterin Lina Allemano. Ohrenschmaus wurde 2017 gegründet und wird durch Allemanos Berliner Trio mit dem norwegischen Bassisten Dan Peter Sundland und dem deutschen Schlagzeuger Michael Griener verkörpert. Allemano selbst sagte zu ihrem Bandprojekt:
„Es gibt gleich viel Notation und Improvisation, da Improvisationen immer auf dem schriftlichen Material und den konzeptuellen Ideen basieren. Wir versuchen, das komponierte Material so zu spielen, dass es in die Improvisationen übergeht ... so ist es toll, wenn man den Unterschied nicht erkennen kann! Dann haben wir unsere Arbeit gemacht.“

## Titelliste

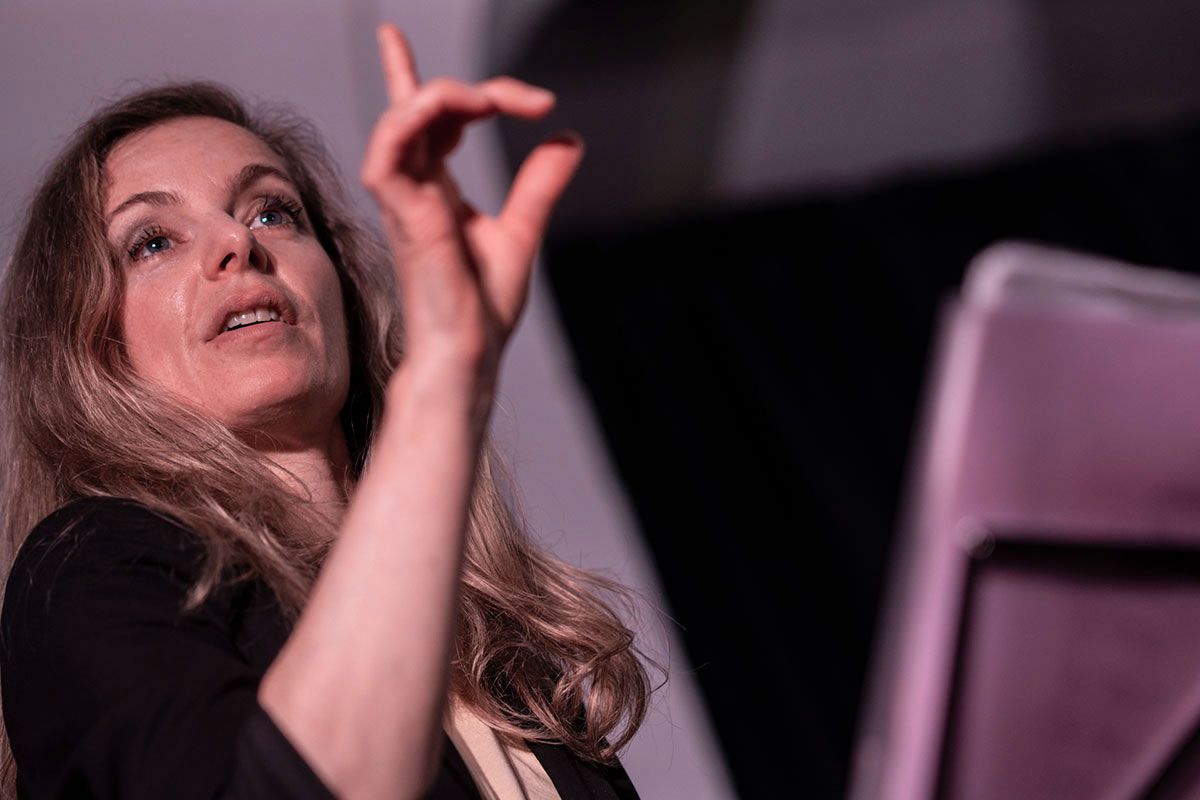
Lina Allemano (mit Ohrenschmaus 2022)

- Lina Allemano’s Ohrenschmaus: Rats and Mice (Lumo Records)

1. Year of the Eye 4:52
2. Geröstet Peanut 4:59
3. Rats, Mice and Everything Nice 4:07
4. Ostsee 6:53
5. Very Dirty 5:01
6. Grüner Schmaus 6:04
7. Hooray Norway 7:06

## Rezeption
Nach Ansicht von Stuart Broomer (Music Works) sind Allemanos Kompositionen auf den höchst improvisatorischen Charakter der Gruppe zugeschnitten. Sie bevorzuge starke klangliche Identitäten – ob Klarheit, Flüstern oder Kombinationen davon – und ihre Phrasen öffnen sich nach außen, drücken auf die Form, anstatt sie zu definieren, oder lösen sich umgekehrt davon. Die Eröffnung des Stücks „Year of the Eye“ beginne mit einer auffallend eindringlichen, messingartigen Erklärung. Während Allemano sich oft am introspektiven Ende des Trompetenbereichs befinde, schlage sie hier die glitzernde, extrovertierte Virtuosität von Freddie Hubbard ein, einen frühen Einfluss, bevor sie einen erkundenden Dialog mit Sundland und Griener aufnimmt, wobei jede Phrase eine andere Richtung vorschlägt. „Geröstet Peanut“ werde durch Allemanos Interaktion mit Grieners dichtem, rasselndem Trommeln hervorgehoben, während „Ostsee“ eine kreative Instabilität feiere, die von einer reflektierenden, formalen Lyrik zu einem dynamischen rhythmischen Sprudeln übergehen kann. Bei „Rats and Mice and Everything Nice“ flüstere die Musik, während das abschließende „Hooray Norway“ die Klänge von Trompete und Bass subtil miteinander verbinde.
S. Victor Aaron glaubt in Something Else! fälschlicherweise, „Ohrenschmaus“ werde im Deutschen synonym für „Ohrwurm“ verwendet, also als Begriff für eine Art von Musik, die normalerweise leicht zugänglich sei. Bei der Beschäftigung mit improvisierter Musik spiele es in Allemanos Welt keine große Rolle, zugänglich zu sein, und ihr neues Trio sei da keine Ausnahme. Die Art von Lina Allemanos Kompositionen für diese Reihe von Songs bestehe darin, Markierungen zu setzen und wild um sie herum zu improvisieren. Sie, Sundland und Griener hätten großen Einfluss darauf, diese Songs dort zu nehmen, wo die Stimmung umschlägt. Sie werden zusammengehalten, indem sie die Bewegungen des anderen genau überwachen. Eine andere Art von Unternehmung für die unruhige Lina Allemano sei eine weitere abenteuerliche Fahrt für aufgeschlossene Zuhörer.

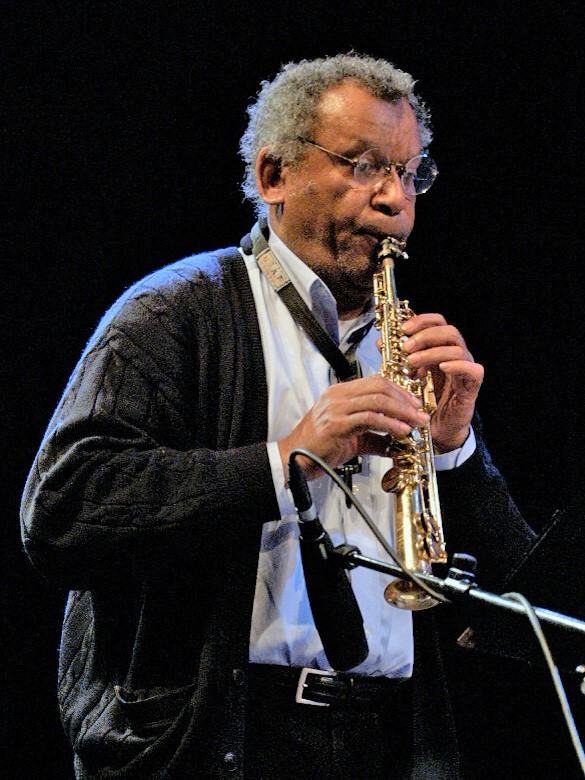
Anthony Braxton auf dem moers festival 2007

Mike Borella schrieb in Avant Music News, die Trompeterin Lina Allemano habe stetig ein Werk geschaffen, das subtil, komplex und gleichzeitig auf seltsame Weise ansprechend sei. Ihr Album mit Ohrenschmaus beinhalten Stücke, die kompositorische Rahmenbedingungen darstellten, die von den Spielern in gewissem Maße befolgt werden, aber Raum für Improvisation lassen. Aber dieser Einsatz steche in einem überfüllten Genre heraus. Zu den Höhepunkten des Albums zählt der Autor „Year of the Eye“, ein unzusammenhängendes und arhythmisches Stück, mit versetzten Linien und Allemano, das Stakkato-Ausbrüche im Stil von Anthony Braxton liefere. Dazwischen nähern sich ihre Melodien eingängig an, neben den Erkundungen von Sundland und Griener. Die verbleibenden Tracks bieten eine ähnliche Form des organisierten Chaos mit erweiterten Techniken, die mit traditionelleren Spielen überlagert oder durchsetzt sind. In Rats and Mice gebe es einen starken Sinn für Erforschung, der jedoch in einer kompositorischen Richtung begründet sei. Allemano, Sundland und Griener hätten dabei einen Plan, aber einen offenen, der kurz vor dem freien Improvisieren stehen bleibe. Dieses Debüt sei eine wundervolle Aufnahme mit Charme und Intellekt, so das Resümée des Autors.
Nach Ansicht von John Eyles, der das Album in All About Jazz rezensierte, mute diese Musik weit mehr nach europäischer improvisierter Musik als nach Jazz an (obwohl die Grenzen verschwommen sein können). Einige Stücke seien komponierter, während andere eher skizzenhaft sind. Bei der Aufnahme beziehen sich alle drei Spieler auf die Noten vor ihnen, aber die Musik scheine eher als Leitfaden als als Zwangsjacke zu dienen. Wie in jeder guten Improvisationsgruppe, insbesondere in einem Trio, schrieb Eyles weiter, sei die Musik ein fortlaufendes Drei-Wege-Gespräch auf Augenhöhe, an dem alle Beteiligten beteiligt sind. Bass und Schlagzeug übernehmen also nicht die Rolle einer herkömmlichen Rhythmusgruppe und unterstützen den Leiter, sondern tragen aktiv zum kreativen Prozess bei, hören zu und reagieren durchgehend. Die Endergebnisse machten das Zuhören spannend, resümiert der Autor.
James Hale schrieb in seiner Laudatio zum NPR Music Jazz Critics Poll, ihr Berliner Trio mit Dan Peter Sundland und Michael Griener schaffe eine ähnlich breite Balance zwischen motivischer, call-and-response-freier Improvisation und Deep Funk. Sundland sei dabei eine Offenbarung auf der Debütaufnahme des Trios, mit einem Ton, der die Körnung eines verstärkten Instruments mit der Rundheit eines Kontrabasses verbinde.